# Якш, Мартин
Мартин Якш (чеш. Martin Jakš; род. 6 сентября 1986 года, Пльзень) — чешский лыжник, призёр Олимпийских игр, победитель этапа Кубка мира. Специалист как в стайерских дистанциях, так и в спринте.
В Кубке мира Мартин Якш дебютировал в 2005 году, в декабре 2007 года одержал свою единственную победу на этапе мирового кубка в эстафете. Кроме победы, имеет на своем счету одно призовых места в эстафете и одно попадание в тройку в личных соревнованиях.
На Олимпиаде-2010 в Ванкувере завоевал бронзу в эстафете, в остальных гонках показал следующие результаты: 15 км свободным ходом — 29 место, дуатлон 15+15 км — 27 место.
Принимал участие в двух чемпионатах мира, лучшие достижение — 11 место в эстафете, в личных соревнованиях не поднимался выше 22 места.
Использует лыжи производства фирмы Atomic.

## Личная жизнь
Холост, кроме чешского владеет английским и немецким языками.